# Donkey Hodie
《Donkey Hodie》는 미국의 컴퓨터 애니메이션 텔레비전 시리즈이다.